# Astronomie dans l'ultraviolet

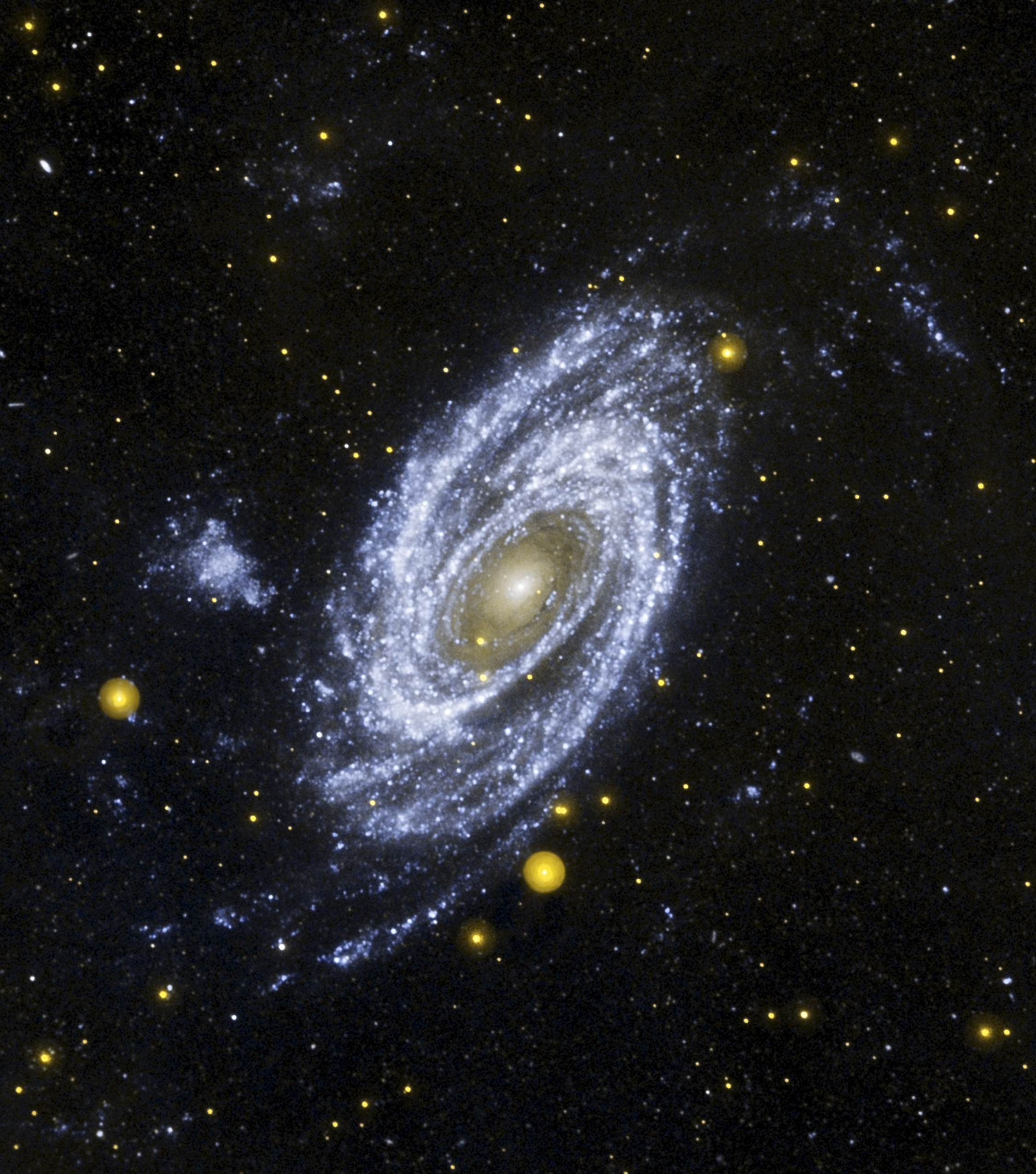
Image de la galaxie spirale M81 en UV par le Galaxy Evolution Explorer.

L’astronomie dans l'ultraviolet, désignée également aussi sous le terme astronomie en ultraviolet, fait référence aux observations d'objets célestes aux longueurs d'onde correspondant à l'ultraviolet, c'est-à-dire à un rayonnement électromagnétique compris entre ~ 100 et 3200 Å (10 à 320 nm), en deçà on entre dans le domaine de l'astronomie en rayons X et de l'astronomie gamma. La lumière de ces longueurs étant absorbée par l'atmosphère de la Terre, les observations de ces longueurs d'onde se font donc depuis la haute atmosphère ou depuis l'espace.
L'astronomie dans l'UV sert notamment à déterminer la composition chimique, la densité ou la température du milieu interstellaire. Elle est aussi indiquée pour l'observation du rayonnement thermique et des raies spectrales des étoiles jeunes comme les étoiles bleues chaudes (étoiles OB) qui sont très lumineuses dans ce domaine, apportant ainsi des informations essentielles sur la formation et l'évolution des galaxies ou des étoiles. Cela comprend notamment les étoiles bleues des autres galaxies, qui ont été les cibles de plusieurs études sur le sujet. D'autres objets sont aussi couramment observés en UV, comme les nébuleuses planétaires, les rémanents de supernovae ou les noyaux galactiques actifs. Cependant, la lumière ultraviolette est facilement absorbée par la poussière interstellaire, les mesures ont donc besoin d'être corrigées de l'extinction.
La plupart des étoiles sont en fait des objets relativement froids émettant une grande partie de leur rayonnement électromagnétique dans la partie visible du spectre, elles sont donc étudiées plus particulièrement par l'astronomie optique.
Hubble et FUSE sont les plus récents des grands télescopes spatiaux qui permettent l'observation du spectre du ciel dans l'UV proche et lointain, d'autres instruments sensibles aux rayons ultraviolets ont été utilisés en fusée-sonde ou dans la navette spatiale américaine.

## Histoire
Au départ, les observations astronomiques ont été prises dans le spectre de l'UV proche (à environ 200 nm) à l'aide de ballons de recherche (en) montant jusqu'à une altitude d'environ 45 km. À partir de 1962, 8 satellites de l'Orbiting Solar Observatory, notamment Copernicus en 1972, ont observé le spectre UV du Soleil. De 1978 à 1996, l'International Ultraviolet Explorer, premier observatoire spatial à être piloté en temps réel par des astronomes depuis des stations américaines et européennes au sol, apporte une grande amélioration aux observations dans l'UV.

## Télescopes spatiaux UV

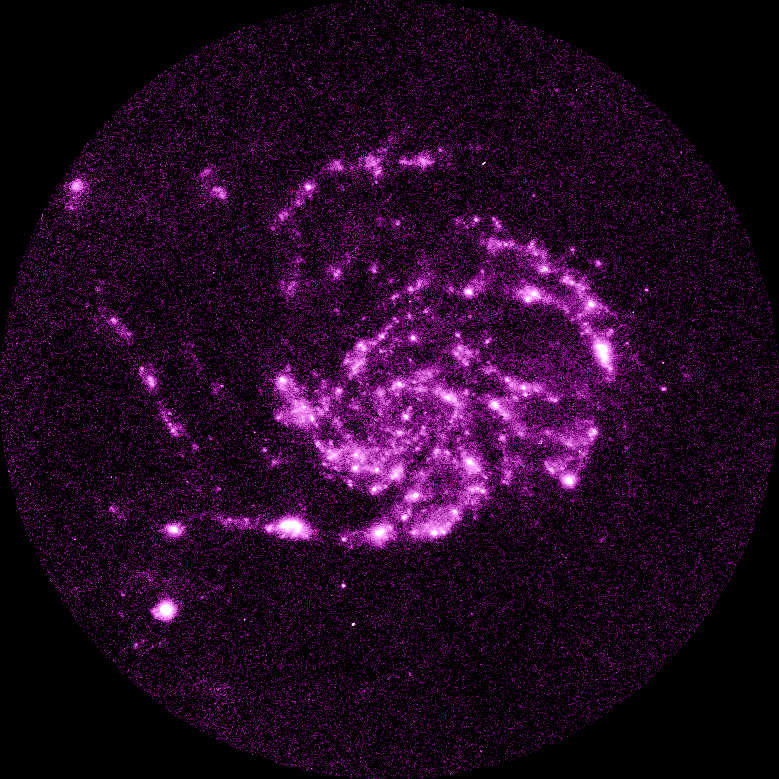
Captures de M101 en UV par Astro-2.

- + Conseil européen de recherches spatiales - TD-1A (1972–74)
- - Astron-1 (1983–89)
- - Glazar 1 & 2 on Mir (station spatiale) (dans Kvant-1, 1987-2001)
- - Astrosat (130-530 nm)
- +  - Astronomische Nederlandse Satelliet (150-330 nm, 1974–76)
- + Agence spatiale européenne - Extreme ultraviolet Imaging Telescope (en) (sur SOHO observant le Soleil à 17.1, 19.5, 28.4, et 30.4 nm)
- EUVE (7-76 nm, 1992-2001)
- - FUSE (90.5-119.5 nm, 1999-2007)
- - Galaxy Evolution Explorer (135-280 nm, 2003-2013)
- + Agence spatiale européenne - Télescope spatial Hubble
- + Agence spatiale européenne - International Ultraviolet Explorer (spectre 115-320 nm, 1978–96)
- - Orbiting Astronomical Observatory (#2:1968-73. #3:1972-81)
- - Télescopes sur Orion 1 et Orion 2 (#1:1971 ; spectre 200-380 nm ; #2:1973; spectre 200-300 nm)
- - SWIFT (télescope spatial) (spectre 170–650 nm, 2004-- )
- - Hopkins Ultraviolet Telescope (1990 et 1995)
- - Rosat XUV (17-210eV) (30-6 nm, 1990-1999)
- - Public Telescope (PST)[1],[2](100-180 nm, lancement prévu 2019)

### Source
- (en) Cet article est partiellement ou en totalité issu de l’article de Wikipédia en anglais intitulé « Ultraviolet astronomy » (voir la liste des auteurs).